# 野崎歓
野崎 歓（のざき かん、1959年1月21日 - ）は、日本のフランス文学者、翻訳家、評論家。東京大学名誉教授、放送大学教養学部教授。

## 来歴
新潟県生まれ。東京大学文学部仏文科卒業。同大学院修了。一橋大学法学部法律学科専任講師・助教授、東京大学大学院総合文化研究科助教授を経て、2007年、東京大学大学院人文社会系研究科・文学部仏文科准教授。2012年同教授に昇格。2019年放送大学教授、2022年4月から2025年3月までは放送大学附属図書館長を兼任。
2000年に、ジャン＝フィリップ・トゥーサンの翻訳でベルギー・フランス語共同体翻訳賞を受賞したのを皮切りに、2001年に『ジャン・ルノワール 越境する映画』でサントリー学芸賞、2006年に『赤ちゃん教育』で講談社エッセイ賞、2011年に『異邦の香り―ネルヴァル『東方紀行』論』で読売文学賞（研究・翻訳賞）、2019年に『水の匂いがするようだ─井伏鱒二のほうへ』で第17回角川財団学芸賞を受賞した。2021年には「フランス近現代文学の長年の訳業」により小西国際交流財団日仏翻訳文学賞（特別賞）を受賞し、これに関連して、2021年度の放送大学研究功績賞を受賞した。2024年には、訳書『人類の深奥に秘められた記憶』（モアメド・ムブガル・サール）が、第4回みんなのつぶやき文学賞（海外編）を受賞。
映画評論、文芸評論も手がける。東京大学教養学部では映画・映像論の講義を、松浦寿輝と共に担当していた。

### 学歴
- 1974年 新潟大学教育学部附属新潟中学校卒業
- 1977年 新潟県立新潟高等学校卒業 東京大学教養学部文科三類入学
- 1981年 東京大学文学部仏文学科卒業
- 1981年 東京大学大学院人文科学研究科仏語仏文学専攻修士課程入学
- 1985年 東京大学大学院人文科学研究科仏語仏文学専攻博士課程進学
- 1985年より1989年まで フランス政府給費留学生としてパリ第3大学仏文学科博士課程に留学
- 1989年3月 東京大学大学院人文科学研究科仏語仏文学専攻博士課程中途退学

### 職歴
- 1989年 東京大学文学部助手
- 1990年 一橋大学法学部法律学科専任講師
- 1993年 一橋大学法学部法律学科助教授
- 1997年 一橋大学大学院言語社会研究科助教授
- 2000年 東京大学大学院総合文化研究科・教養学部助教授
- 2007年 東京大学大学院人文社会系研究科・文学部准教授
- 2012年 教授
- 2019年 同退任（早期退職）・東大名誉教授・放送大学教授

## 人物
ジャン＝フィリップ・トゥーサン『浴室』（1990年）の邦訳が人気を博し、以後、現代フランス文学の翻訳・紹介者として活躍を続けている。エルヴェ・ギベール、ミシェル・ウエルベックといった先端的な作家の翻訳に尽力。2000年にはトゥーサン作品の翻訳により、ベルギー・フランス語共同体翻訳賞を受賞している。また専門であるフランス19世紀文学の研究・翻訳でも活躍し、バルザック『幻滅』（共訳）、ネルヴァル『東方紀行』（共訳）および『火の娘たち』、スタンダール『赤と黒』などを翻訳。そうした訳業は、「多岐にわたる多数の作品を質の高い翻訳によって紹介」してきたものとして、第26回日仏翻訳文学賞（小西国際交流財団、2021年）の授賞理由の一つにも挙げられている。
映画に関してもさまざまな著作があり、とりわけフランス・ヌーヴェルヴァーグの父として知られるジャン・ルノワールについては、その後半生を通して20世紀映画史を綴った評伝『ジャン・ルノワール 越境する映画』を刊行し、2001年サントリー学芸賞を受賞した。ルノワールに関してはほかにも、その知られざる傑作小説『ジョルジュ大尉の手帳』を訳出して映画批評家・山田宏一に絶賛されている（『山田宏一のフランス映画誌』）。同じくルノワールの小説『イギリス人の犯罪』や『ジャン・ルノワール エッセイ集成』も刊行。紀伊國屋書店から出た「ジャン・ルノワール DVD-BOX I～III」には「21世紀のジャン・ルノワール」と題するエッセイを三回連続で寄せている。
また、近年は東アジア映画、とりわけ中国語圏の映画を熱心に論じ、香港映画の大ファンとして知られている。『香港映画の街角』が評判を呼び、香港‐日本交流年となった2005年には香港の映画監督ウォン・ジン、スター女優セシリア・チャンとシンポジウムを行った。
また大学時代、バンドでドラムを叩いていた野崎は大のロックファンであり、「芸術新潮」2008年1月号でキャロル・キング、「東京人」2008年12月号でザ・フーについて礼讃文をつづっている。2008年、東大文学部現代文芸論の学生誌「本郷通り、」のロック特集では、柴田元幸と対談している。
野崎自身が「正直に自分をさらした作品」という子育ての苦労と喜びをつづった『赤ちゃん教育』では、講談社エッセイ賞を受賞。
『日本経済新聞』の映画評欄「キネマ万華鏡」および月刊誌『すばる』で、随時映画評を執筆。『読売新聞』読書欄「本のソムリエ」にも随時執筆しており、2004年から2年間、読売新聞読書委員を務めた。
2008年12月より文芸誌『群像』でネルヴァル論の長期連載を行い、それをまとめた『異邦の香り―ネルヴァル「東方紀行」論』 で2011年に第62回読売文学賞研究・翻訳賞を受賞。
フランス文学だけでなく、日本文学についても『谷崎潤一郎と異国の言語』を著し、「谷崎文学の見方が変わる知的論考」（『日本経済新聞』）と紹介された。ほか、井伏鱒二論、大江健三郎論など、旺盛に評論活動を展開しており、『水の匂いがするようだ - 井伏鱒二のほうへ』で角川財団学芸賞を受賞した。
2019年3月で東京大学を早期退職した際には、その最終講義に聴衆が多く集まった。そこで、大教室に入りきれなかった人々のために、急遽隣室でも最終講義の映像が配信されることとなった。その原稿は、「東京大学最終講義 ネルヴァルと夢の書物」として『すばる』に収録された。また、同月下旬には東京大学で退職を記念したイベント「野崎歓と世界文学の仲間たち」が開催され、これにも聴衆が集まり、立ち見が出た。

## 評価
その文体について、川本三郎はサントリー学芸賞の選評において、「大学の先生が書く映画の本にありがちな、難解で尊大な文章とは距離を置いた、平明端正な文章が清々しい」と評している。読売文学賞を受賞した『異邦の香り』の文庫版解説を担当した阿部公彦も、「気取りや難解さとは無縁」な「日本でもっとも温かで清々しい仏文学者の一人」と評している。他方で、阿部は、野崎が対象に過度に入れ込まずに冷静に距離を保てているとし、「本当の明朗さや温かさ」を実践できているとする。選考会では『東方紀行』そのものを知らない読者にとっても楽しめるものになっていると評された。
大澤真幸は角川財団学芸賞の選評において、「いかなる気負いも、いささかの衒いもない文章が上品で美しく、読書の本来の喜び」を味わえるものと評した。大澤や川本は共通して、単に従来知られていなかった事実や解釈を提示する作品になっているだけでなく、それらが「感動」を呼ぶものと評しており、大澤は「近年力を失いつつあるように見える日本の文芸批評になお可能性があることを確信させてくれる」とも評した。
『水の匂いがするようだ』については、佐伯一麦も、仏文学者として実績を積んだ野崎ならではの、井伏文学に対する「数々の卓見」を評価しており、出久根達郎も「傑出した面白い作家論」と評価している。中条省平は「井伏を論じるその筆には愛が満ち満ちている」とし、「生誕120年にして井伏鱒二は最良の共感者を得たというべきだろう」と評した。
また、『無垢の歌 大江健三郎と子供たちの物語』について、いとうせいこうは「文学論そのものでもある」ところの「柔らかくて深い大江論」とし、川本三郎は「無理のない素直な、そして深い言葉で語られた素晴らしい大江健三郎論」とした。長瀬海は、大江文学に挑戦しつつも何度も挫折したという自身の体験を引き合いに出しつつ、「僕のような読者にとって渡りに船となる一冊」とし、その「洗練された批評的技術」を称賛している。

### 『赤と黒』翻訳論争
2007年、野崎の訳した『赤と黒』（スタンダール著）が35年ぶりの新訳として光文社古典新訳文庫から刊行された。この訳に関しては、堀江敏幸が「先達の簡潔流麗な訳文の路面をさらに整備した滑らかなもの」等と評したほか、辻原登、辻仁成といった芥川龍之介賞作家たちが評価し、亀山郁夫、鴻巣友季子、中条省平らも賞賛、読者の広い支持を集めている。
一方で、野崎の訳した『赤と黒』に対して、立命館大学文学部教授の下川茂は「誤訳が多すぎる」との批判を行った。下川は「前代未聞の欠陥翻訳で、日本におけるスタンダール受容史・研究史に載せることも憚られる駄本」とした上で「仏文学関係の出版物でこれほど誤訳の多い翻訳を見たことがない」「まるで誤訳博覧会」と主張している。2008年3月付の第3刷で同書は19箇所を訂正したが、下川は「2月末に野崎には誤訳個所のリストの一部が伝わっている。今回の訂正はそこで指摘された箇所だけを訂正したものと思われる」と批判した上で、誤訳の例を列挙して「誤訳は数百箇所に上る」と指摘している。下川は、いったん絶版として改訳するよう要請する書簡を野崎宛てに送付した。
下川の発言を受け、光文社文芸編集部の編集長は「読者からの反応はほとんどすべてが好意的ですし、読みやすく瑞々しい新訳でスタンダールの魅力がわかったという喜びの声だけが届いております。当編集部としましては些末な誤訳論争に与する気はまったくありません」「野崎先生の訳に異論がおありなら、ご自分で新訳をなさったらいかがか」という、強い反論のコメントを出した。これを受けた下川は、「編集者としての責任を放棄するものであり、読みやすさだけを訳者に求める出版社に古典の新訳を出す資格があるとは思えない」として編集部を糾弾した。
この騒動について、第三者の識者からは以下のような反応が寄せられた。
- 作家の戸松淳矩は、光文社に「読者の反応ではなく翻訳の適否について回答すべき」と指摘した上で、下川に「瑣末な誤訳と主張するなら反証を示すべき」と述べ、野崎の訳文における問題点についての言及がないことを批判している[34]。また、下川の批判方法は「いきなり大上段から相手の脳天を斬りつける[34]」ようなものだとして、苦言を呈した。
- 内田樹は、下川の指摘に対し「訳者が応えるように双方向的な公開性の担保が重要だ」と指摘し、「野崎訳をめぐる問題は『指摘と修正』の円滑なコミュニケーションが成り立たなかったことが原因[35]」と考察している。その一方で、下川の姿勢を「（指摘と修正の）効率についての配慮[35]」を欠くものとして、苦言を呈している。
- 北海道大学（当時）の佐藤美希は、翻訳学の観点から、この騒動の原因を学界の伝統的な翻訳観（下川）と近年の「新訳ブーム」（光文社）の対立によるものと論じている[33]。
- このほか、『赤と黒』に限らず誤訳の指摘と改訳の事実を伏せたまま編集を行う光文社の姿勢に対する批判もある[注釈 1]。

## 著作
- 『ジャン・ルノワール 越境する映画』（青土社） 2001
- 『フランス小説の扉』（白水社） 2001、のち白水Uブックス 2010
- 『谷崎潤一郎と異国の言語』（人文書院） 2003、のち中公文庫 2015
- 『香港映画の街角』（青土社） 2005
- 『赤ちゃん教育』（青土社） 2005、のち講談社文庫 2008
- 『五感で味わうフランス文学』（白水社） 2005
- 『カミュ『よそもの』きみの友だち』（みすず書房、理想の教室） 2006
- 『われわれはみな外国人である - 翻訳文学という日本文学』（五柳書院） 2007
- 『こどもたちは知っている - 永遠の少年少女のための文学案内』（春秋社） 2009
- 『異邦の香り - ネルヴァル『東方紀行』論』（講談社） 2010、のち講談社文芸文庫 2019
- 『フランス文学と愛』（講談社現代新書） 2013
- 『翻訳教育』（河出書房新社） 2014
- 『映画、希望のイマージュ 香港とフランスの挑戦』（弦書房） 2014 - ブックレット
- 『アンドレ・バザン 映画を信じた男』（春風社） 2015
- 『夢の共有 文学と翻訳と映画のはざまで』（岩波書店） 2016
- 『水の匂いがするようだ - 井伏鱒二のほうへ』（集英社） 2018
- 『無垢の歌 - 大江健三郎と子供たちの物語』（生きのびるブックス） 2022
- 『翻訳はおわらない』（ちくま文庫）2025.5

### 共著・編著
- 『英語のたくらみ、フランス語のたわむれ』（斎藤兆史共著、東京大学出版会）2004
- 『英仏文学戦記 もっと愉しむための名作案内』（斎藤兆史共著、東京大学出版会）2010
- 『文学と映画のあいだ』（編、東京大学出版会）2013
- 『アジア映画で〈世界〉を見る』（夏目深雪, 石坂健治共編、作品社）2013
- 『バルザック ポケットマスターピース03』（編・解説、博多かおる共編訳、集英社文庫ヘリテージシリーズ） 2015
- 『女性・戦争・植民地　両大戦間期フランスの表象』（澤田直共編、水声社）2025

大学教材
- 『ヨーロッパ文学の読み方 近代篇』（沼野充義共編、放送大学教育振興会） 2019
- 『異文化との出会い』（滝浦真人共編、放送大学教育振興会） 2022 - 大学院教材・人文学プログラム
- 『新訂 世界文学への招待』（阿部公彦共編、放送大学教育振興会） 2022
- 『映画芸術への招待』（宮本陽一郎共編、放送大学教育振興会） 2025

### 翻訳
- 『召使と私 - そしてギベール写真集『孤独の肖像』抄』 （エルヴェ・ギベール、集英社） 1993
- 『性に関する探究』（アンドレ・ブルトン編、白水社） 1993、のち新版改題『性についての探究』
- 『楽園』（エルヴェ・ギベール、集英社） 1994
- 『花火』（パトリック・ドゥヴィル、白水社） 1994
- 『秘密』（フィリップ・ソレルス、集英社） 1994
- 『殺戮の天使』（ジャン＝パトリック・マンシェット、学習研究社） 1996
- 『本当の話』（ソフィ・カル、平凡社） 1999
- 『幻滅 メディア戦記』（バルザック、青木真紀子共訳、藤原書店、バルザック「人間喜劇」セレクション） 2000
- 『素粒子』（ミシェル・ウエルベック、筑摩書房） 2001、ちくま文庫 2006
- 『グレースと公爵』（グレース・エリオット、集英社文庫） 2002
- 『映画と国民国家』（ジャン=ミシェル・フロドン、岩波書店） 2002
- 『ある夜、クラブで』（クリスチャン・ガイイ、集英社） 2004
- 『ある秘密』（フィリップ・グランベール、新潮社、新潮クレスト・ブックス） 2005
- 『いかにしてともに生きるか コレージュ・ド・フランス講義1976-1977年度 講義集成(1)』（ロラン・バルト、筑摩書房）  2006
- 『ちいさな王子』（サン=テグジュペリ、光文社古典新訳文庫） 2006
- 『さいごの恋』（クリスチャン・ガイイ、集英社） 2006
- 『赤と黒』上・下（スタンダール、光文社古典新訳文庫） 2007
- 『うたかたの日々』（ボリス・ヴィアン、光文社古典新訳文庫） 2011
- 『フランス組曲』（イレーヌ・ネミロフスキー、平岡敦共訳、白水社） 2012、新版 2020
- 『地図と領土』（ミシェル・ウエルベック、筑摩書房） 2013、ちくま文庫 2015
- 『ランサローテ島』（ミシェル・ウエルベック、河出書房新社） 2014
- 『映画とは何か』上・下（アンドレ・バザン、大原宣久・谷本道昭共訳、岩波文庫） 2015
- 『マノン・レスコー』（アベ・プレヴォ、光文社古典新訳文庫） 2017
- 『火の娘たち』（ジェラール・ド・ネルヴァル、岩波文庫） 2020
- 『北京の秋』（ボリス・ヴィアン、河出書房新社） 2022
- 『人類の深奥に秘められた記憶』（モアメド・ムブガル・サール） 2024
- 『夜間飛行・人間の大地』（サン=テグジュペリ、岩波文庫） 2025.5

#### ジャン＝フィリップ・トゥーサン
- 『浴室』（ジャン＝フィリップ・トゥーサン、集英社） 1990、のち文庫
- 『ムッシュー』（ジャン＝フィリップ・トゥーサン、集英社）1991、のち文庫
- 『カメラ』（ジャン＝フィリップ・トゥーサン、集英社）1992、のち文庫
- 『ためらい』（ジャン＝フィリップ・トゥーサン、集英社）1993、のち文庫
- 『テレビジョン』（ジャン＝フィリップ・トゥーサン、集英社）1998、のち文庫
- 『アイスリンク』（ジャン＝フィリップ・トゥーサン、集英社） 1999
- 『セルフポートレート 異国にて』（ジャン＝フィリップ・トゥーサン、集英社） 2001
- 『愛しあう』（ジャン＝フィリップ・トゥーサン、集英社） 2003
- 『逃げる』（ジャン＝フィリップ・トゥーサン、集英社） 2006
- 『マリーについての本当の話』（ジャン＝フィリップ・トゥーサン、講談社） 2013

#### ジャン・ルノワール
- 『ジョルジュ大尉の手帳』（ジャン・ルノワール、青土社） 1996
- 『イギリス人の犯罪』（ジャン・ルノワール、青土社） 1997
- 『ジャン・ルノワール エッセイ集成』（ジャン・ルノワール、青土社） 1999